# Nazionale maschile di rugby a 15 di Macao
La nazionale di rugby XV di Macao rappresenta Macao nel rugby a 15 in ambito internazionale, dove è inclusa fra le formazioni di terzo livello.